# 黃哲操
黄哲操（?—）台湾新竹人，美国纽约市立大学教授，保钓运动人士。

## 生平
黄哲操早年毕业于臺灣省立農學院（今國立中兴大学），1960年代来到美国留学，自美国印第安纳大学毕业并获得博士学位。1970年，黄哲操在美国纽约接受纽约市立大学之聘担任教授。当时他正好在美国赶上第一波保钓运动，乃积极参与。
保钓运动是黄哲操的人生转折。自此他开始关心两岸发展，长期推动两岸民间交流，积极参加推进中国和平统一活动。黄哲操是美东台湾客家联谊会的前任会长、现任名誉会长，美国纽约亚美文化协会主席，纽约华人社团联席会的创会主席、现任名誉会长。